# Kapel van Onze-Lieve-Vrouw van Genooi

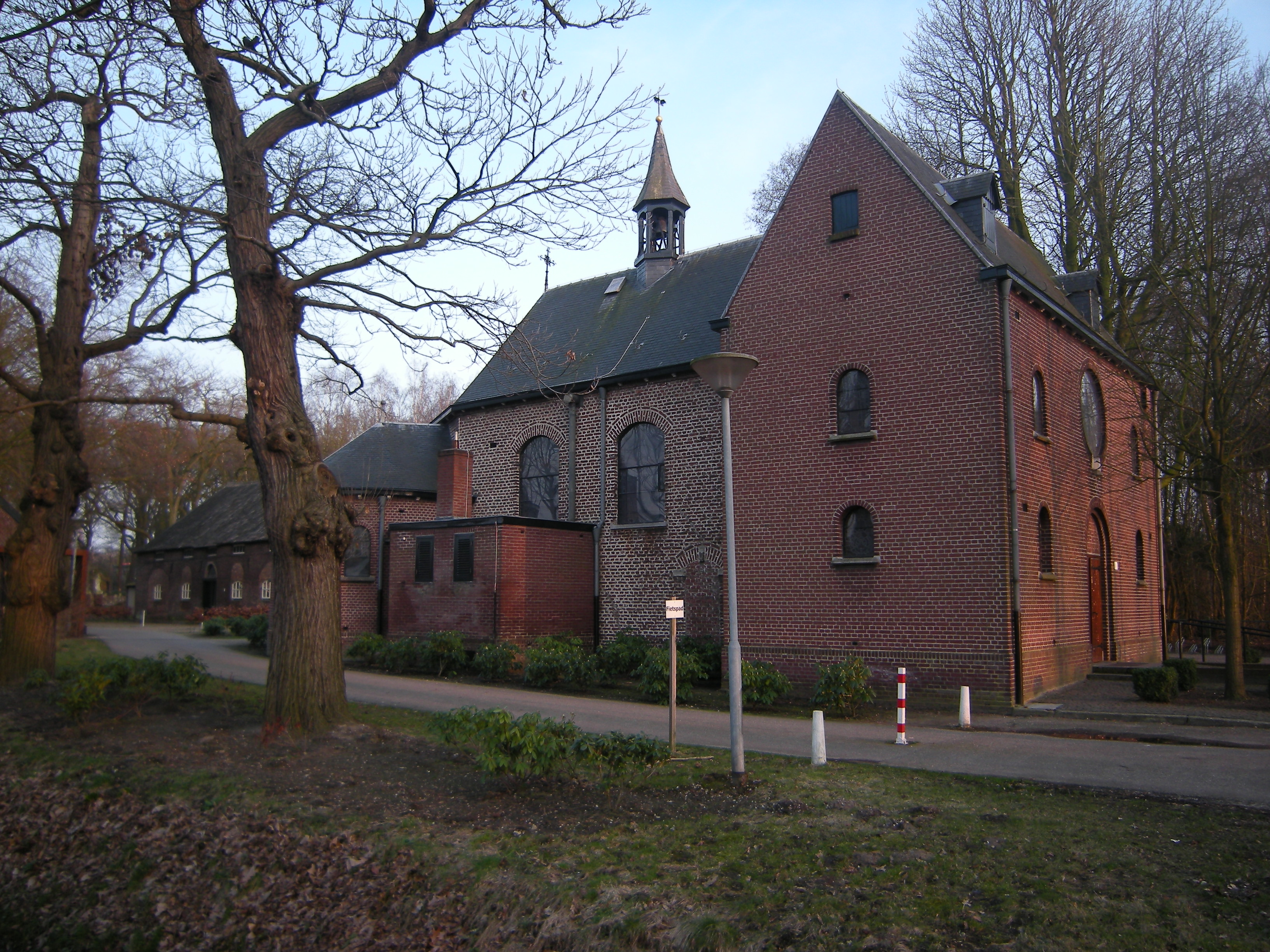
Kapel van Genooi, Venlo

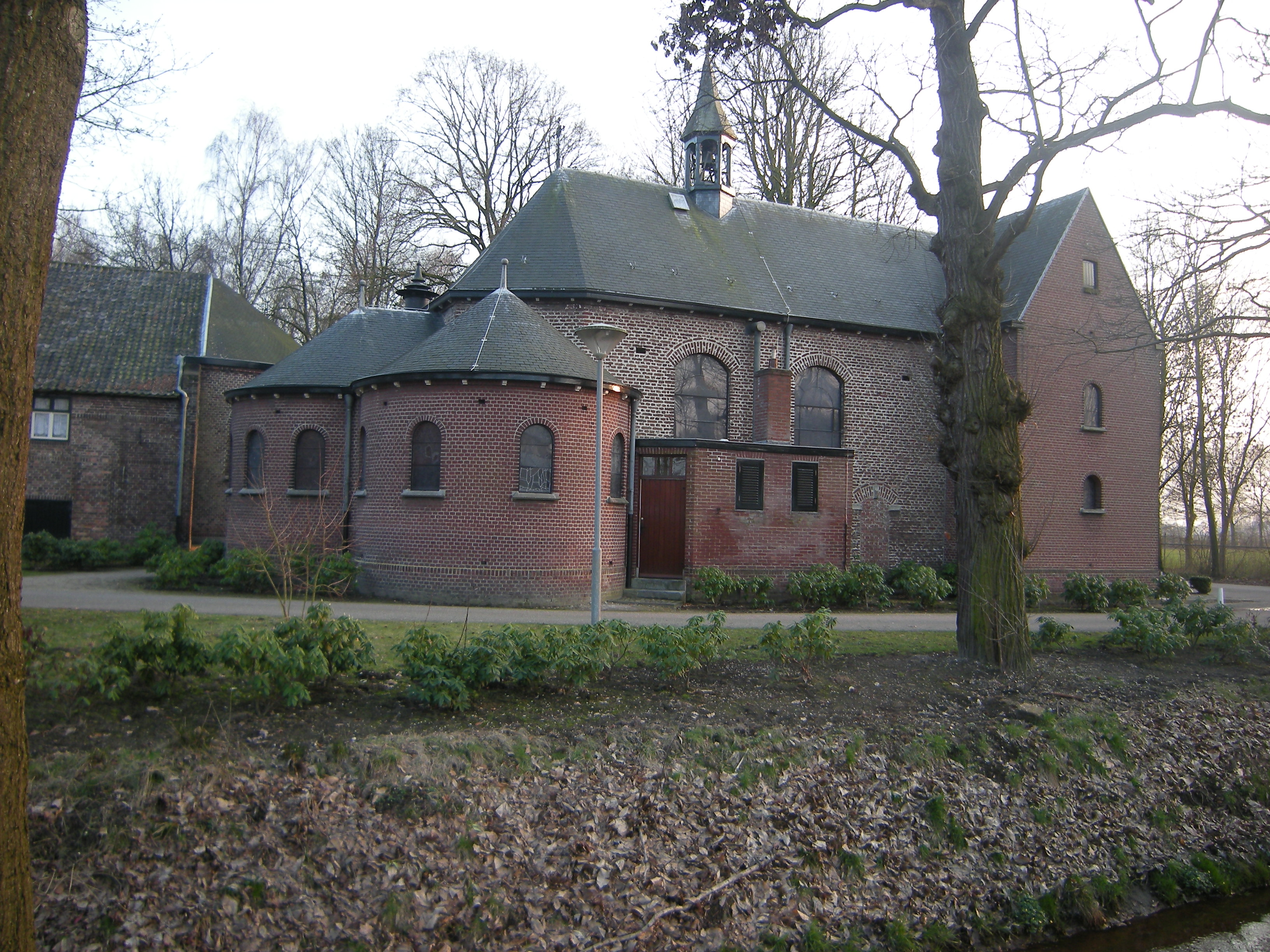
Kapel van Genooi, zijaanzicht

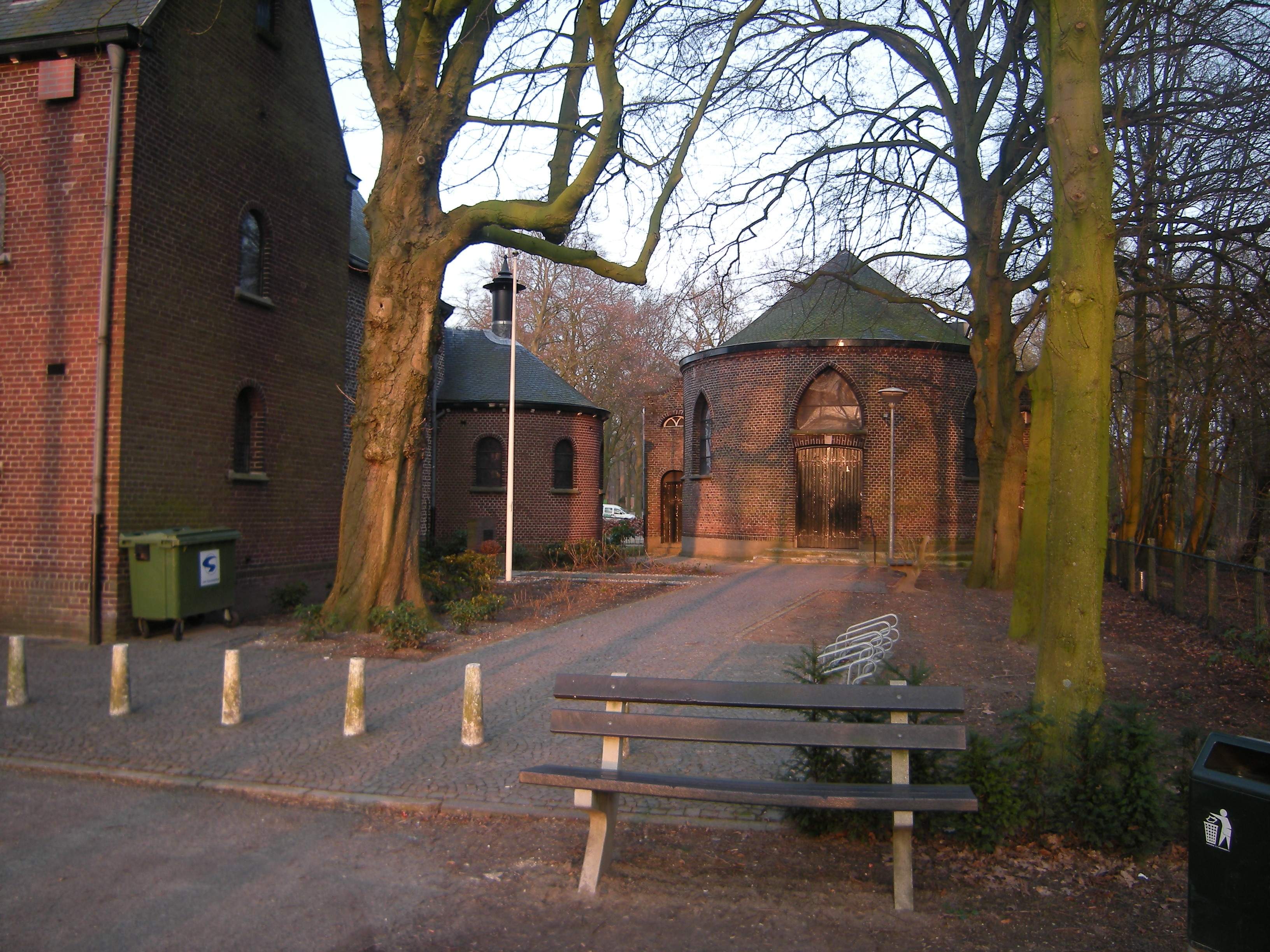
Kapel van Genooi, bijgebouw

De Kapel Onze Lieve Vrouw van Genooi is een kleine rooms-katholieke kapel in het noorden van Venlo en stamt uit 1423, gebouwd naar het voorbeeld van de kapel van Loreto in Italië. Het gebouw is een rijksmonument.

## Ligging en indeling
De kapel bevindt zich aan de westzijde van de Genooierhof, een hoeve met stallen, schuur, tuin en boomgaard. Aan de oostzijde van deze hoeve ligt het processie- en kruiswegpark. Het geheel ligt aan de rand van de wijk Genooi. Dit gebied behoort tot de vroegere Venlose bantuin.
Evenals het Italiaanse heiligdom in Loreto bestond de Genooise kapel uit een enkele beuk, langwerpig van vorm, met koor. In de witgekalkte muren waren vierkante raamopeningen aangebracht. Op het spitse dak stond een torentje. Voor de kapel lag oorspronkelijk een beek of gracht, die ook de Genooierhof omgaf. De gracht werd gevoed met water van de Stepkensbeek.

## Naamgeving
De benaming Genooi is afgeleid van den Oede, waarbij gen een oud aanwijzend lidwoord is (die of dat) en Oede (Ooij) buitengebied betekent. Omdat dit klooster (en dus ook de kapel) in het buitengebied lag, werd het klooster bekend als het klooster in den Oede ofwel in gen Ooij.

## Korte geschiedenis
Aanvankelijk maakte het kapelletje deel uit van het klooster Mariadal van de zusters Annunciaten, maar het klooster werd in de Tachtigjarige Oorlog verwoest en alleen de kapel bleef onaangetast. In 1829 verlieten de zusters Annunciaten Venlo, en droegen de kapel over aan de Sint-Martinusparochie.
In 1797 werd het stoffelijk overschot van de zalig verklaarde annunciate Agnes Huyn (1613-1641) herbegraven voor het altaar in de kapel, nadat zij in eerste instantie was bijgezet in de kapel van het klooster Trans-Cedron (het latere klooster Mariaweide dat in 1944 werd verwoest door een bombardement). In het portaal van de kapel hangt nog steeds een portret van Agnes Huyn (18e-eeuws; olieverf) naast dat van de stichteres van de Annunciaten, Johanna van Valois (1464-1505)
In 1917 werd de kapel gerestaureerd en vergroot naar een ontwerp van de Roermondse bouwmeester Pierre Cuypers. Hij paste zijn ontwerp aan op de inmiddels gegroeide situatie met bestaande uit- en aanbouw. Hij integreerde deze in de kapel, daarbij de langwerpige vorm en het koor handhavend. Aan de buitenzijde van het koor werden in de vorm van een klaverblad drie apsissen gebouwd met in totaal 15 gebrandschilderde ramen, die de 15 geheimen van de Rozenkrans verbeelden. De uit Venlo afkomstige bisschop van Roermond, Laurentius Schrijnen, zegende de vergrote kapel in op 20 mei 1917.
In 1882 wordt al melding gemaakt van een kruisweg en een calvarie bij de kapel. Mogelijk zijn deze later vernieuwd, want op paasmaandag 1927 werd het processiepark, met de daarin gelegen calvariegroep ingewijd. Begin april 1933 gaf Guillaume Lemmens, bisschop van Roermond, toestemming om een kruisweg in dit processiepark op te richten. Tot 2008 was het processiepark gelegen aan de oostzijde van de St. Urbanusweg, naast een inmiddels verdwenen stadscamping en, 'Ons Buiten' genaamde, speeltuin. Nu is de kruisweg verplaatst naar de kant van de kapel waar, voorheen, een café-restaurant met enkele schommels, wippen, roetsjbaan en draaiplateautjes voor kinderen, als 'Kleine Speeltuin' gekend, was gevestigd. Het vormt nu één geheel met het terrein van de Genooierhof. Het nieuwe park is op 12 mei 2008 door Bisschop Wiertz ingewijd.
De verplaatsing maakt onderdeel uit van de wens van het kerkbestuur om het Genooierhof op te waarderen. Inmiddels hebben boerderij en schuur beide een nieuwe bestemming gekregen. In de schuur is een koffieschenkerij gevestigd en sinds 13 maart 2016 is de boerderij verbouwd tot bed & breakfast.

## Pelgrimage
In november 1970 werd een anti-abortuspelgrimage gehouden naar de kapel, waaraan zo'n 100 Venlonaren deelnamen. Gedurende de laatste decennia is de Maria-cultus sterk geïndividualiseerd. Hoewel er regelmatig buitenlucht-missen gehouden worden, komen zeker de Venlonaren die door de week een bezoek aan de kapel brengen op eigen gelegenheid. Bij de viering van het 350-jarig jubileum in 1981 (de kapel werd pas in 1631 in gebruik genomen) werd een boek en een grammofoonplaat uitgegeven. Op kerkelijke of persoonlijke, familiale hoogtijdagen komen bezoekers nog wel groepsgewijs, meestal in gezins- of familieverband. Dit kan gezien worden als een belangrijke karakteristiek en ook constante van de 20e-eeuwse devotie van O.L. Vrouw van Genooi, die ook in liederen en gedichten wordt onderstreept:

Kepelke van Genuë (Het Kapelletje van Genooi)

wae geit (Wie gaat)

as echte Venlonaer (Als echte Venlonaar)

allein of smeis mit vrouw of kind (Alleen of vaak met vrouw en kind)

neet gaer enne kiér daohaer. (niet graag een keer daarheen)
— fragment uit gedicht van M. Meelkop, 17 maart 1981, t.g.v. het zilveren priesterfeest van L. Martens.

Ondanks de secularisatie geniet de kapel nog altijd grote belangstelling, met name van wandelaars die de Pieterpad-route nemen en pelgrims uit zowel de Noord-Limburgse regio als het Duitse grensgebied. Maar ook Venlonaren bezoeken de kapel regelmatig, voor troost, genezing, vergeving of bemoediging door middel van het branden van een kaars. Lieve Vrouw Hulp der Christenen, zoals de officiële titel van Maria van Genooi luidt, is deel van de christelijke volksdevotie in Venlo. Elke maand worden er gemiddeld 15.000 kaarsen aangestoken.